# Jack Warden
Jack Warden, de son vrai nom John Warden Lebzelter, né le 18 septembre 1920 à Newark, New Jersey (États-Unis) et mort le 19 juillet 2006 à New York, est un acteur américain.

## Biographie
Jack Warden naît le 18 septembre 1920. Il prend le nom Jack Warden de son père. D'abord boxeur professionnel, il s'engage comme parachutiste dans la marine américaine pendant la Seconde guerre mondiale. À partir de la fin des années 1940, il est acteur de théâtre. Après une participation à Tant qu'il y aura des hommes, son premier rôle marquant au cinéma est celui du juré numéro sept, dans Douze hommes en colère. En 1979, on le retrouve en président des États-Unis dans  Bienvenue, mister Chance  (Being There) de Hal Ashby, aux côtés de Shirley MacLaine et de Peter Sellers. Habitué des seconds rôles, il est un des acteurs fétiches de Sidney Lumet, et outre Douze hommes en colère, il apparaît aussi dans Le Verdict, L'Avocat du diable. 
Il participera aussi à de nombreux feuilletons tels La Quatrième Dimension et Les Incorruptibles. Il se maria à l'actrice française Vanda Dupre en 1958, et il eut avec elle un fils, Christopher, aujourd'hui parent de deux enfants. Ils se séparèrent mais ne divorcèrent jamais. 
En 2000, il tourne son dernier film. Affaibli par des problèmes cardiaques et une maladie rénale, il meurt dans un hôpital de New York le 19 juillet 2006 à l'âge de 85 ans.

## Filmographie

### Cinéma
- 1951 : La Marine est dans le lac (You're in the Navy Now) de Henry Hathaway : Morse
- 1951 : Les Hommes-grenouilles (The Frogmen) de Lloyd Bacon : Crew Member
- 1951 : Man with My Face (en) d'Edward Montagne (en) : Walt Davis
- 1952 : Les Conducteurs du diable (Red Ball Express) de Budd Boetticher
- 1953 : Tant qu'il y aura des hommes (From Here to Eternity) de Fred Zinnemann : Caporal Buckley
- 1957 : L'Homme qui tua la peur (Edge of the City) de Martin Ritt : Charles Malik
- 1957 : La Nuit des maris (The Bachelor Party) de Delbert Mann : Eddie
- 1957 : Douze Hommes en colère (12 Angry Men) de Sidney Lumet : Juré n°7
- 1958 : Les Commandos passent à l'attaque (Darby's Rangers) de William A. Wellman : MSgt. Saul Rosen / Narrateur
- 1958 : L'Odyssée du sous-marin Nerka (Run Silent Run Deep) de Robert Wise : Yeoman 1st Class Mueller
- 1959 : Le Bruit et la Fureur (The Sound and the Fury) de Martin Ritt : Ben Compson
- 1959 : Une espèce de garce (That Kind of Woman) de Sidney Lumet : Kelly
- 1960 : L'Île des Sans-soucis (Wake Me When It's Over) de Mervyn LeRoy : Doc Dave Farrington
- 1962 : Les Fuyards du Zahrain (Escape from Zahrain) de Ronald Neame : Huston
- 1963 : La Taverne de l'Irlandais (Donovan's Reef) de John Ford : Dr William Dedham
- 1964 : L'Attaque dura sept jours (The Thin Red Line) d'Andrew Marton : First Sgt. Welsh
- 1965 : Les Yeux bandés (Blindfold) de Philip Dunne : Général Prat
- 1968 : Bye Bye Braverman de Sidney Lumet : Barnet Weinstein
- 1971 : The Sporting Club de Larry Peerce : Earl Olive
- 1971 : Summertree d'Anthony Newley : Herb
- 1971 : Qui est Harry Kellerman ? (Who Is Harry Kellerman and Why Is He Saying Those Terrible Things About Me?) d'Ulu Grosbard : Dr Solomon F. Moses
- 1971 : Welcome to the Club de Walter Shenson (en) : Gen. Stra
- 1972 : Dig de John Hubley : Rocco
- 1973 : Le Fantôme de Cat Dancing (The Man Who Loved Cat Dancing) de Richard C. Sarafian : Dawes
- 1974 : Un colt pour une corde (Billy Two Hats) de Ted Kotcheff : Sheriff Henry Gifford
- 1974 : L'Apprentissage de Duddy Kravitz (The Apprenticeship of Duddy Kravitz) de Ted Kotcheff : Max
- 1975 : Shampoo de Hal Ashby : Lester
- 1976 : Les Hommes du président (All the President's Men) d'Alan J. Pakula : Harry M. Rosenfeld
- 1977 : Le Bison blanc (The White Buffalo) de J. Lee Thompson : Charlie Zane
- 1978 : Le Ciel peut attendre (Heaven Can Wait) de Warren Beatty et Buck Henry : Max Corkle
- 1978 : Mort sur le Nil (Death on the Nile) de John Guillermin : Doctor Ludwig Bessner
- 1979 : Le Champion (The Champ) de Franco Zeffirelli : Jackie
- 1979 : Dreamer de Noel Nosseck : Harry
- 1979 : Le Dernier secret du Poseidon (Beyond the Poseidon Adventure) d'Irwin Allen : Harold Meredith
- 1979 : Justice pour tous (...And Justice for All) de Norman Jewison : Judge Francis Rayford
- 1979 : Bienvenue, mister Chance (Being There) de Hal Ashby : President 'Bobby'
- 1980 : La Grosse Magouille (Used Cars) de Robert Zemeckis : Roy L. Fuchs / Luke Fuchs
- 1981 : La Grande aventure des Muppets (The Great Muppet Caper) de Jim Henson : Mr. Tarkenian the News Editor
- 1981 : Chu Chu and the Philly Flash de David Lowell Rich : The Commander
- 1981 : Carbon Copy de Michael Schultz : Nelson Longhurst
- 1981 : Les Fesses à l'air (So Fine) d'Andrew Bergman : Jack
- 1982 : Le Verdict (The Verdict) de Sidney Lumet : Mickey Morrissey
- 1984 : Crackers de Louis Malle : Garvey
- 1985 : Vol d'enfer (The Aviator) de George Trumbull Miller : Moravia
- 1986 : The Cosmic Eye de Faith et John Hubley : Rocko (voix)
- 1987 : September de Woody Allen : Lloyd
- 1988 : Presidio : Base militaire, San Francisco (The Presidio) de Peter Hyams : Sgt. Maj. Ross Maclure
- 1990 : Chacun sa chance (Everybody Wins) de Karel Reisz : Juge Harry Murdoch
- 1990 : Junior le terrible (Problem Child) de Dennis Dugan : Big Ben
- 1991 : Junior le terrible 2 (Problem Child 2) de Brian Levant : 'Big' Ben Healy
- 1992 : Un faire-part à part (Passed Away) de Charlie Peters : Jack Scanlan
- 1992 : La Loi de la nuit (Night and the City) d'Irwin Winkler : Al Grossman
- 1992 : Toys de Barry Levinson : Old General Zevo
- 1993 : L'Avocat du diable (Guilty as Sin) de Sidney Lumet : Moe
- 1994 : Coups de feu sur Broadway (Bullets Over Broadway) de Woody Allen : Julian Marx
- 1995 : L'Amour à tout prix (While You Were Sleeping) de Jon Turteltaub : Saul
- 1995 : Dernières heures à Denver (Things to Do in Denver When You're Dead) de Gary Fleder : Joe Heff
- 1995 : Maudite Aphrodite (Mighty Aphrodite) de Woody Allen : Tiresias
- 1996 : Ed de Bill Couturié : Chubb
- 1997 : The Volunteers : Richie
- 1997 : L'Étoile de Robinson (The Island on Bird Street) de Søren Kragh-Jacobsen : Boruch
- 1998 : Chairman of the Board d'Alex Zamm : Armand McMillan
- 1998 : Bulworth de Warren Beatty : Eddie Davers
- 1998 : Sale Boulot (Dirty Work) de Bob Saget : Pops
- 1999 : Nello et le chien des Flandres (A Dog of Flanders) de Kevin Brodie : Jehan Daas
- 2000 : Les Remplaçants (The Replacements) de Howard Deutch : Edward O'Neil

### Télévision
- 1954-1955 : Studio One (Série) : Mike / Lieutenant Brown : Russ Adams
- 1958-1959 : Playhouse 60 (Série) : Jubal / Long / Joe Cushing
- 1959 : Bonanza (Série) : Mike Wilson
- 1959-1960 : La quatrième dimension (The Twilight Zone) (Série) : James A. Corry / Mouth McGarry
- 1959-1960 : Les Incorruptibles (The Untouchables) (Série) : Otto Frick / Frank Barber / Lawrence Halloran
- 1961 : Échec et mat (Checkmate) (Série) : Farrell
- 1961-1963 : Route 66 (Série) : Adam Darcey / Major Barben / Sandor Biro
- 1961 : The Asphalt Jungle (Série) : Matt Gower
- 1962 : Ben Casey (Série) : Dr Charles Kozelka
- 1962 : Naked City (Série) : Sam Langan / Steve Lollo / Cornelius Dagett
- 1962 et 1965 : Le Virginien (The Virginian) (Série) : John Conway / Jubal Tatum
- 1962 et 1965 : La Grande Caravane (Wagon Train) (Série) : Daniel Delaney / Martin Onyx
- 1964 : Ma sorcière bien-aimée (Bewitched) (Série) : Rex Barker(S1E3: Le Chien)
- 1965 : Le Jeune Docteur Kildare (Dr Kildare) (Série) : Ernie Duffy
- 1965 : The Adventures of Gallegher (épisode 2) : Lt. Fergus
- 1965-1966 : The Wackiest Ship in the Army (série) (en) (Série) : Major Simon Butcher
- 1967 : Le Fugitif (The Fugitive) (Série) : Alex Patton
- 1967 : Les Envahisseurs (The Invaders) (Série) : épisode (le rideau de lierre/guerre subversive - the ivy curtain) : Barney Cahill
- 1967-1969 : NYPD (Série) : Lt. Mike Haines
- 1971 : A Memory of Two Mondays (téléfilm) : Gus
- 1971 : Welcome to the Club (téléfilm) : Gen. Strapp
- 1971 : Brian's Song (téléfilm) : Coach George Halas
- 1972 : Man on a String (téléfilm) : Jake Moniker
- 1973 : Wheeler and Murdoch (téléfilm) : Sam Wheeler
- 1974 : Remember When (téléfilm) : Joe Hodges
- 1974 : L'enfant du désert (The Godchild) (téléfilm) : Sgt. Dobbs
- 1975 : Journey from Darkness (téléfilm) : Fred Hartman
- 1976 : Jigsaw John (Série) : John St. John
- 1977 : Raid sur Entebbe (Raid on Entebbe) (téléfilm) : Lt. Gen. Mordechai Gur
- 1979 : Topper (téléfilm) : Cosmo Topper
- 1979-1980 : The Bad News Bears (en) (Série) : Morris Buttermaker
- 1980 : A Private Battle (téléfilm) : Cornelius Ryan
- 1983 : Hobson's Choice (téléfilm) : Henry Horatio Hobson
- 1984 : Helen Keller: The Miracle Continues (téléfilm) : Mark Twain
- 1985 : Robert Kennedy & His Times (téléfilm) : Joseph Kennedy Sr.
- 1985 : A.D. (mini-série) : Nerva
- 1985 : Alice au pays des merveilles (Alice in Wonderland) (téléfilm) : Le Hibou
- 1987 : The Three Kings (téléfilm) : David
- 1987 : Three Wishes for Jamie (téléfilm) : Owen Tavish
- 1987 : Still Crazy Like a Fox (téléfilm) : Harry Fox
- 1987 : Hoover vs. the Kennedys: The Second Civil War (téléfilm) : J. Edgar Hoover
- 1988 : Police Story: The Watch Commander (téléfilm) : Joe Wilson
- 1988 : Dead Solid Perfect (téléfilm) : Hubert 'Bad Hair' Wimberly
- 1989 : Knight & Dave (Série) : Hank Knight
- 1990 : Judgment (en) (téléfilm) : Claude Fortier
- 1995 : Méchant garnement (Problem Child 3: Junior in Love) (téléfilm) : Big Ben
- 1997 : À la une (Ink) (Série) : Timothy Logan

## Récompenses et nominations

### Nominations
- Oscar du meilleur acteur secondaire (supporting role) pour Shampoo (1975)
- Oscar du meilleur acteur secondaire (supporting role) pour Le ciel peut attendre (1978)

## Anecdotes
- En 2005, à la suite de la disparition de John Fiedler, il était l'un des deux derniers membres du jury encore en vie dans le film Douze hommes en colère.

- Dans les deux épisodes de La Quatrième Dimension où il a joué il incarnait un personnage qui apprenait à découvrir un robot. Il a repris le rôle de Paul Douglas qui devait initialement jouer un entraîneur de baseball mais qui disparut après deux jours de tournage.

- En 1959, dans un magazine Los Angeles Times, il a déclaré à propos de sa femme : « Je lui enseigne le ski nautique et la pêche, elle m'apprend à cuisiner et à parler français. Notre mariage repose sur de bonnes bases. »